# Sandy’s Mill
Sandy’s Mill ist eine ehemalige Wassermühle nahe der schottischen Stadt Haddington in der Council Area East Lothian. Das in der zweiten Hälfte des 18. Jahrhunderts erbaute Gebäude wurde 1971 in die schottischen Denkmallisten in der höchsten Kategorie A aufgenommen. Erstmals wurde es auf einer Landkarte aus dem Jahre 1799 verzeichnet. Möglicherweise befand sich am Standort ein Vorgängerbauwerk, welches der Versorgung von Gilmerton House diente. Der Betrieb wurde in den frühen 1940er Jahren eingestellt.

## Beschreibung
Sandy’s Mill liegt isoliert rund 3,5 Kilometer nordöstlich von Haddington. Sie ist über eine Stichstraße von der A199, die direkt parallel zur A1 verläuft, zugänglich. Das dreistöckige Gebäude der Getreidemühle weist einen länglichen Grundriss auf. An der Westseite wurde später eine einstöckige Dreschmühle mit Walmdach hinzugefügt. Das Mauerwerk besteht aus Bruchstein. Der Eingang befindet sich an der Nordseite.
Die Mühle liegt nahe dem Fluss Tyne. Das Wasser des Tyne wird 200 m oberhalb der Mühle abgezweigt und treibt ein mittelschlächtiges Wasserrad an der Südseite an. Dieses weist einen Außendurchmesser von 4,26 m bei einer Breite von 1,5 m auf. Ursprünglich war es mit 30 Schaufeln mit einer Dicke von jeweils drei Zentimetern ausgestattet. Infolge des jahrzehntelangen Stillstands, ist das Mühlrad heute weitgehend versandet. Das Wasserrad diente dem Antrieb von zwei Mahlgängen.